# Cummington
Cummington é uma vila localizada no condado de Hampshire no estado estadounidense de Massachusetts. No Censo de 2010 tinha uma população de 872 habitantes e uma densidade populacional de 14,62 pessoas por km². Foi fundada em 1762 e incorporada em 1779. Integra a Região Metropolitana de Springfield.

## Histórico
A localidade se emancipou em 1762 e foi oficialmente incorporada em 1779. O poeta, político e editor William Cullen Bryant nasceu ali, e sempre voltava à cidade, nos verões. Sua morada é, atualmente, um museu em sua homenagem.
Nos meses de agosto a cidade realiza uma feira, com vários atrativos.

## Geografia
Cummington encontra-se localizado nas coordenadas 42° 27′ 56″ N, 72° 55′ 06″ O. Segundo o Departamento do Censo dos Estados Unidos, Cummington tem uma superfície total de 59.65 km², da qual 59.32 km² correspondem a terra firme e (0.56%) 0.33 km² é água.
No 2007 um lanzador de basebol Matt White discubrio uns 2 biliões de dólares de pedra goshen em sua propriedade recém comparada neste povo.

## Demografia
Segundo o censo de 2010, tinha 872 pessoas residindo em Cummington. A densidade populacional era de 14,62 hab./km². Dos 872 habitantes, Cummington estava composto pelo 97.82% brancos, o 0.34% eram afroamericanos, o 0% eram amerindios, o 0.11% eram asiáticos, o 0% eram insulares do Pacífico, o 0.69% eram de outras raças e o 1.03% pertenciam a duas ou mais raças. Do total da população o 1.38% eram hispanos ou latinos de qualquer raça.

## Curiosidades
O mineral cummingtonita foi descoberto a primeira vez ali, e foi em sua homenagem batizado.
Moram em Cummington a comentarista política da MSNBC e Air America Rachel Maddow, assim como o poeta estadunidense Richard Wilbur.